# Sicarius thomisoides
Espèce
Synonymes
- Thomisoides minorata Nicolet, 1849
- Sicarius minoratus (Nicolet, 1849)
- Thomisoides rubripes Nicolet, 1849
- Sicarius rubripes (Nicolet, 1849)
- Thomisoides terrosa Nicolet, 1849
- Sicarius terrosus (Nicolet, 1849)
- Thomisoides nicoletii Keyserling, 1880
- Sicarius nicoleti (Keyserling, 1880)

Sicarius thomisoides est une espèce d'araignées aranéomorphes de la famille des Sicariidae.

## Distribution
Cette espèce se rencontre au Chili et en Argentine. Sa présence est incertaine au Pérou.

## Publication originale
- Walckenaer, 1847 : Histoire naturelles des Insectes. Aptères. Paris, vol. 4, p. 365-564.